# Podkorzeniak leszczynowy

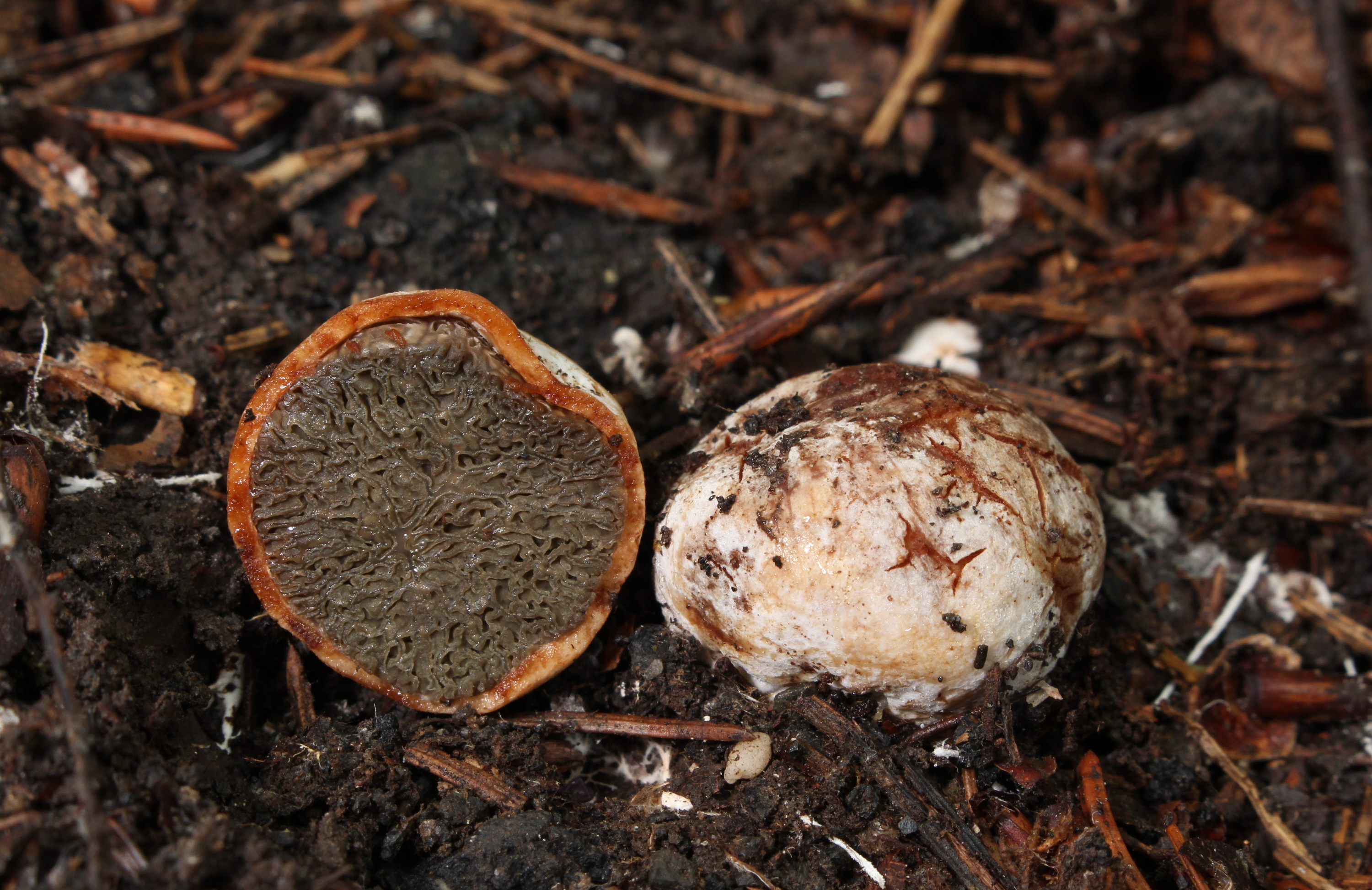

Podkorzeniak leszczynowy (Hysterangium stoloniferum Tul. & C. Tul.) – gatunek grzybów z rodziny podkorzeniakowatych (Hysterangiaceae).

## Systematyka i nazewnictwo
Pozycja w klasyfikacji według Index Fungorum: Hysterangium, Hysterangiaceae, Hysterangiales, Phallomycetidae, Agaricomycetes, Agaricomycotina, Basidiomycota, Fungi.
Po raz pierwszy opisali go w 1851 r. Louis René Tulasne i Charles Tulasne i nadana przez nich nazwa naukowa jest aktualna. Synonimy:
- Hysterangium clathroides var. stoloniferum (Tul. & C. Tul.) Quél. 1886
- Hysterangium stoloniferum var. americanum Fitzp. 1913
- Hysterangium stoloniferum var. brevisporum Zeller 1947[2].

Nazwę polską zaproponował Władysław Wojewoda w 2003 r.

## Morfologia
Bazydiokarpy mniej więcej kuliste, ale po wyschnięciu bardzo nieregularne. Powierzchnia w stanie świeżym biaława do bladoochrowej, po uszkodzeniu przechodząca w płoworóżową do różowej, w eksykatach od ochrowo płowej do brązowej. Kolumella zwykle duża i wydatna, często rozgałęziająca się w pobliżu podstawy. Perydium o grubości 220–450 µm, zbudowane z komórek o średnicy od 12 do 40 µm. Gleba w stanie świeżym zielona, po wyschnięciu o barwie od cytrynowoszarej lub szaro oliwkowej do ciemnozielonej. Występują w niej wielościenne lub nieregularne, niewielkie komory, z tendencją do układania się promieniście wokół kolumelli. Strzępki o długości 85–140 µm, średnicy 5–7 µm, cienkościenne, luźno splątane, w stanie dojrzałym silnie zżelatynizowane. Podstawki długie, nieregularnie cylindryczne, 3–4-zarodnikowe (przeważnie 3-zarodnikowe), zazwyczaj z krótkimi sterygmami, chociaż czasami zdarzają się o długości 16–18 µm. Zarodniki oliwkowy w masie, lancetowate, 12–19 × 6–8 µm.
Perydium jest mniej lub bardziej kruche, gleba twarda i chropowata, gdy jest świeża. Młode okazy mają przyjemny smak, ale zapach dojrzałych jest tak odrażający, że degustacja byłaby trudna.

## Występowanie i siedlisko
Podano występowanie podkorzeniaka skórzastego głównie w Europie, poza nią na kilku stanowiskach w Ameryce Północnej i na Kaukazie. W Polsce do 2003 r. podano jedno stanowisko, później kilka. Najbardziej aktualne stanowiska podaje internetowy atlas grzybów. znajduje się w nim na liście gatunków rzadkich, wartych objęcia ochroną.
Grzyb podziemny występujący w lasach pod dębami i innymi drzewami liściastymi.